# Diego Fonseca
Diego Fonseca (Las Varillas, 21 de junio de 1970) es un periodista, escritor y editor argentino

## Biografía
Fonseca ha sido columnista de The New York Times y ha publicado en numerosos medios de América Latina, Europa y Estados Unidos, entre ellos El Malpensante, Gatopardo, Esquire, El País, Letras Libres, El Universal, Reforma y El Confidencial. Tiene un estilo envolvente, marcado por la búsqueda de la profundidad de los temas y un cuidado manejo del lenguaje.
Como editor, su trabajo ha propuesto nuevas miradas sobre la política, cultura y sociedad latinoamericanas, la relación entre Estados Unidos y los latinos y el crecimiento de América Latina.  
Fonseca comenzó su actividad periodística en radio, para después volcarse a la producción en televisión. 
Fue editor para América Latina de la prestigiosa revista de economía y finanzas AméricaEconomía, entre otros medios, y editor asociado de la reconocida revista de periodismo literario Etiqueta Negra.
Fonseca dicta talleres de producción y edición de periodismo narrativo. Es maestro de la Fundación Gabriel García Márquez para el Nuevo Periodismo Iberoamericano y director del Seminario Iberoamericano de Periodismo Emprendedor. Ha sido profesor invitado en ESADE Law & Business School, la Universidad Pompeu Fabra e INCAE Business School.

## Obras

### Ficción
- Dónde guardar un libro gigante, Harper Collins México, 2019.
- La vigilia, Penguin Random House, 2014.
- El azar y los héroes, 2013.
- El último comunista de Miami, 2012.
- South Beach, 2009.

### No ficción
- Esto es un ensayo, Dharma Books México, 2022.
- Amado Líder, HarperCollins,2021.
- Voyeur, Ediciones Carena, 2020.
- Perdimos, Editorial Planeta, en coedición con Martín Caparrós, 2018.
- Tiembla, Almadía, 2017.
- Hamsters, Libros del KO,[3] 2014.
- Hacer la América. Historias de un continente en construcción, Tusquets Editores Argentina, 2014.
- Crecer a golpes, Penguin Random House, 2013.
- Sam no es mi tío, Alfaguara/Penguin Random House, 2013.
- Joseph Stiglitz detiene el tiempo, eCicero, 2012.